# Gentiana papuana
Gentiana papuana är en gentianaväxtart som beskrevs av Van Royen. Gentiana papuana ingår i släktet gentianor, och familjen gentianaväxter. Inga underarter finns listade i Catalogue of Life.